# Palliduphantes melitensis
Espèce
Synonymes
- Lepthyphantes melitensis  Bosmans, 1994

Palliduphantes melitensis est une espèce d'araignées aranéomorphes de la famille des Linyphiidae.

## Distribution
Cette espèce est endémique de Malte.

## Étymologie
Son nom d'espèce, composé de melit[a] et du suffixe latin -ensis, « qui vit dans, qui habite », lui a été donné en référence au lieu de sa découverte, Malte.

## Publication originale
- Bosman & Dandria, 1994 : « Some new records of spiders (Arachnida: Araneae) from the Maltese Islands (central Mediterranean) ». Animalia, vol. 20, p. 23-26.